# Lagodechi-Nationalpark

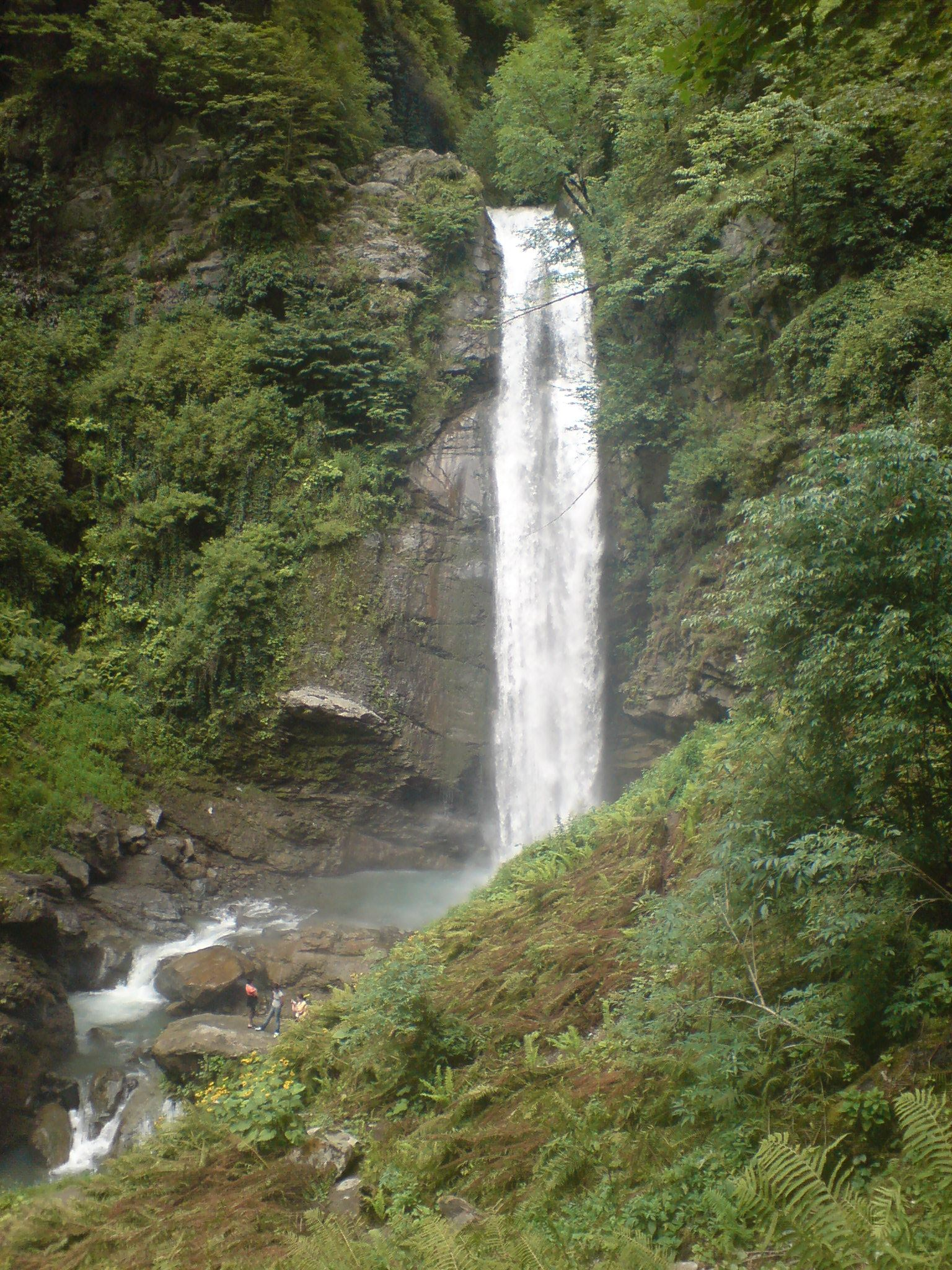
Lagodechi war der 1. Nationalpark der UdSSR

Der Lagodechi-Nationalpark (georgisch ლაგოდეხის სახელმწიფო ნაკრძალი lagodechis sachelmzipo nakrdsali) ist ein Nationalpark in der Region Kachetien im Osten Georgiens. Er liegt auf 300 bis 3000 m Höhe im Großen Kaukasus, im Dreiländereck Georgien, Russland, Aserbaidschan. Der Park wurde in die UNESCO-Liste der Naturdenkmäler aufgenommen.
Der Lagodechi-Nationalpark ist der älteste im Kaukasus und der früheren Sowjetunion. Er wurde 1912 auf Beschluss der Russischen Akademie der Wissenschaften auf 3.500 Hektar in der Lagodechi- und der Schromißchewi-Schlucht gegründet. Der Vorschlag dazu stammte von dem russischen Botaniker Nikolai Kusnezow (1864–1932), der die dort vorhandene, reichhaltige kaukasische Flora schützen wollte. Die Nutzung als Weideland, das Jagen und Fällen von Bäumen ist seither verboten. 1934 wurde der Nationalpark auf 17.688 Hektar ausgedehnt.
Das Wetter im Nationalpark variiert zwischen feucht-subtropisch in niederen Lagen und gemäßigter Witterung in höheren. Die Sommer sind warm mit durchschnittlich 20 bis 23 °C im Juli, die Winter mild, aber schneereich mit 0 bis −4 °C im Januar. Der durchschnittliche Niederschlag beträgt 1.070 mm pro Jahr, die relative Luftfeuchtigkeit 75 bis 80 %.
Der Park gliedert sich in verschiedene Vegetationszonen: Die Vegetationszonen bis einschließlich der subalpinen zwischen 300 und fast 2500 m Höhe über dem Meeresspiegel werden von eiszeitlichen Seen, Schwefelquellen und dichten Laubwäldern mit Eulen, Wanderfalken, Ture, Wölfen, Luchsen und Braunbären geprägt. In der alpinen Zone von 2.500 bis fast 3500 m dominieren Steppen mit alpinen Kräutern. Dort sind Gämsen, Steinadler und Bartgeier zu Hause. Größter See des Nationalparks ist der Schawiklde-See mit 14 Metern Tiefe und einer Fläche von 21 Hektar. Nahe der aserbaidschanischen Grenze, in der Mazimi-Schlucht, liegt die mittelalterliche Tamara-Festung (auch Matschi-Festung).
Insgesamt wachsen im Park knapp 1500 verschiedene Pflanzenarten. Hinzu kommen fast 40 verschiedene Säugetier-, 120 Vogel-, 13 Reptilien-, 4 Amphibien- und 1300 Insektenarten.

## Tourismus
Im Nationalpark sind Autos nicht erlaubt. Besucher können ihn erwandern oder auf Pferden reiten. Neben Zelten kann in einer Pension im Park und in der Wetterstation Lagodechi auf 2000 m Höhe übernachtet werden. Die Parkverwaltung bietet geführte Touren inklusive Übernachtungen und Reitpferden an. In der südlich des Parks gelegenen Stadt Lagodechi gibt es verschiedene Hotels, Restaurants und Cafés.